# 哈密爾頓崖
85°1′S 90°18′W / 85.017°S 90.300°W
哈密爾頓崖（英語：Hamilton Cliff），是南極洲的山崖，位於埃爾斯沃思地，處於福特山東北端，屬於蒂爾山脈的一部分，海拔高度超過600米，現時由南極條約體系管理。